# Педосівська сільська рада (Хмельницький район)
Педо́сівська сільська́ ра́да — колишня адміністративно-територіальна одиниця та орган місцевого самоврядування у Хмельницькому районі Хмельницької області. Адміністративний центр — село Педоси. У 2015 році увійшла до складу Чорноострівської селищної ОТГ, у 2017 році на території колишньої Педосівської сільради утворено Педосівський старостинський округ.

## Загальні відомості
- Територія ради: 37 км²
- Населення ради: 1 433 особи (станом на 2001 рік)
- Територією ради протікає річка Войтовина

## Населені пункти
Сільській раді підпорядковувалися населені пункти:
- с. Педоси
- с. Бережанка
- с. Мартинівка

### Керівний склад попередніх скликань
| Прізвище, ім'я, по батькові    | Основні відомості                                                         | Дата обрання | Дата звільнення |
| ------------------------------ | ------------------------------------------------------------------------- | ------------ | --------------- |
| Добранський Альфред Григорович | Сільський голова, 1968 року народження, освіта вища                       | 26.03.2006   | 31.10.2010      |
| Добранський Альфред Григорович | Сільський голова, 1968 року народження, освіта вища, член Партії регіонів | 31.10.2010   | 26.10.2015      |

Примітка: таблиця складена за даними сайту Верховної Ради України